# SMPTEタイムコード
SMPTEタイムコードとは、映像（動画像）の同期に用いられるタイムコードの一種で、1970年よりSMPTEによって規格化されたもの。1974年にIECによってIEC 60461として標準化された。1フレームあたり80ビットの二進化十進表現で表わされ、ビットは二相マークプロトコル（差動マンチェスターエンコーディング）によって表現される。80ビットの内訳は、アドレス（時分秒・フレーム番号）が27ビット、同期信号が16ビット、バイナリーグループ（ユーザーズビット）が32ビットとなる。
タイムコード信号を機器間で伝送するときは、BNC端子もしくはXLRタイプコネクターを持つケーブルが主に使われ、スピーカーに接続するとおおよそ1.2から2.4kHzの音が聞こえる。まれにRS-422端子（EIA-422）も用いられる。

## 構成
SMPTEタイムコードは、次の80ビットにより構成される。LSBファースト。
| 名称                   | ビット数 |
| ---------------------- | -------- |
| フレーム番号（1の位）  | 4ビット  |
| バイナリーグループ1    | 4ビット  |
| フレーム番号（10の位） | 2ビット  |
| ドロップフレームフラグ | 1ビット  |
| 未使用ビット（常に0）  | 1ビット  |
| バイナリーグループ2    | 4ビット  |
| 秒（1の位）            | 4ビット  |
| バイナリーグループ3    | 4ビット  |
| 秒（10の位）           | 3ビット  |
| 未使用ビット（常に0）  | 1ビット  |
| バイナリーグループ4    | 4ビット  |
| 分（1の位）            | 4ビット  |
| バイナリーグループ5    | 4ビット  |
| 分（10の位）           | 3ビット  |
| 未使用ビット（常に0）  | 1ビット  |
| バイナリーグループ6    | 4ビット  |
| 時間（1の位）          | 4ビット  |
| バイナリーグループ7    | 4ビット  |
| 時間（10の位）         | 2ビット  |
| 未使用ビット（常に0）  | 2ビット  |
| バイナリーグループ8    | 4ビット  |
| 同期信号               | 16ビット |

ここで、ドロップフレームフラグビットが1であると、29.97fpsなどの値をとるNTSCカラー同期の映像で、実時間とのずれ（1時間あたり3.6秒）を補正するため、一部のフレーム番号を飛ばして調整する。飛ばすフレームは、毎時0分・10分・20分・30分・40分・50分を除く、1分毎に最初の2フレーム（00秒00、01フレーム）である。
また、バイナリーグループの32ビットは、ユーザーが自由に使える領域として確保されており、年月日を挿入したり、番組コードやテープ番号、リール番号を記録したりする。文字情報を記録する際には、0から9の数字とAからFのアルファベットとしたり、ASCII文字4文字を挿入したりすることもある。
同期信号は、12個の連続した1を読み取ることで判別できるようになっている。また、12個の1の次に01が来た場合は順方向に、00が来た場合は逆方向に読み取っている（逆再生）ことがわかるようになっている。
インターレース映像信号（NTSCなど）の時代に作成された信号規格なので、プログレッシブ映像信号では2フレームごとにフレーム番号が歩進する。映像編集などの際は インターレース映像信号のOddとEvenフィールドに相当する部分を、それぞれプログレッシブ映像信号の1フレームに割り当てて運用される。